# Reggenza di Kutai Orientale
La reggenza di Kutai Orientale (in indonesiano: Kabupaten Kutai Timur) è una reggenza dell'Indonesia, situata nella provincia di Kalimantan Orientale.